# Istorps pastorat
Istorps pastorat är ett pastorat i Marks och Kinds kontrakt i Göteborgs stift i Marks kommun i Västra Götalands län. 
Pastoratet består av nedanstående församlingar:
- Horreds församling
- Istorps församling
- Öxnevalla församling

Pastoratskod är 081213.